# Hildegard Rothe-Ille
Hildegard Rothe-Ille   (Bad Bibra, 4 de setembre de 1899 - Iowa, 1 de desembre de 1942) va ser una matemàtica alemanya.
Després d'obtenir el doctorat el 1924 a la universitat de Berlín sota la direcció d'Issai Schur, va treballar amb una beca al Institut de Física Kaiser Guillem (actualment Institut Max Planck) sota la direcció d'Albert Einstein. Els anys següents va ser professora de matemàtiques a una escola de Berlín, fins que el 1928 es va casar amb el matemàtic Erich Rothe i se'n va anar a viure a Breslau on el seu marit era professor a la universitat. El 1937, fugint dels nazis, la parella amb el seu fill va emigrar als Estats Units, on el seu marit va trobat feina a Oskaloosa (Iowa). Malauradament va morir el 1942, amb 43 anys.
Rothe-Ille és recordada per haver estudiat, a instàncies de Schur, el conjunts d'enters que no contenen k elements en progressió aritmètica.